# José Martínez de Sousa
Pour les articles homonymes, voir José Martínez, Martinez et Sousa.
José Martínez de Sousa, né le 25 octobre 1933 à O Rosal, Pontevedra, est un bibliologue, lexicographe espagnol, spécialiste de la typographie, de l’orthographe, de l’orthotypographie,,. Il est président de l’Association international de bibliologie de 1998 à 2000, et président d’honneur de l’Association espagnole de bibliologie.

## Ouvrages
- (es) Diccionario de uso de las mayúsculas y minúsculas, Gijón, Trea, 2010, 2e éd. (1re éd. 2008), 272 p. (ISBN 978-84-9704-506-3 et 84-9704-506-8)
- (es) Manual de estilo de la lengua española : Mele 4, Gijón, Trea, 2012, 4e éd. (1re éd. 2000), 773 p. (ISBN 978-84-9704-606-0 et 84-9704-606-4)
- (es) Ortografía y ortotipografía del español actual : OOTEA 3, Gijón, Trea, 2014, 3e éd. (1re éd. 2004), 557 p. (ISBN 978-84-9704-724-1 et 84-9704-724-9)